# Kathryn Thornton
Kathryn Ryan Cordell Thornton (Montgomery, 17 de agosto de 1952) é uma ex-astronauta e cientista norte-americana, atualmente reitora do Programa de Graduação da Escola de Engenharia e Ciência Aplicada da Universidade da Virgínia.

## Educação
Formou-se em Física na Universidade de Auburn em 1974 e conseguiu o grau de mestre na mesma matéria em 1977. Dois anos depois, completou  doutorado em Filosofia em Física na Universidade da Virgínia. Após sua formação ser completada, ela recebeu uma bolsa para continuar suas pesquisas na matéria no Instituto Max Planck para Física Nuclear, em Heidelberg, na Alemanha. Em 1980 retornou para os Estados Unidos onde passou a trabalhar no Centro Estrangeiro de Ciências e Tecnologias do Exército dos Estados Unidos.

## NASA

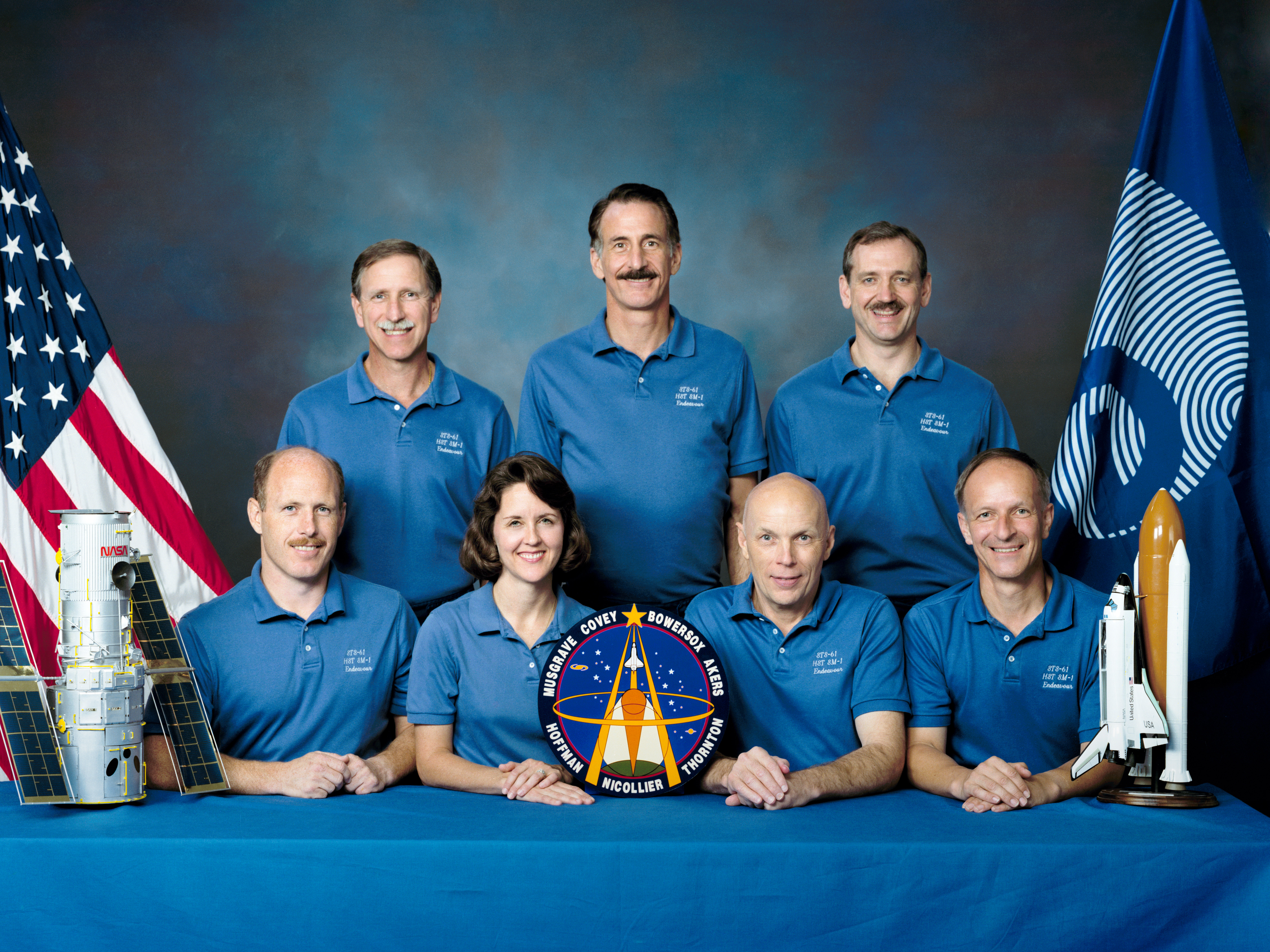
Os astronautas incluídos no retrato da tripulação da STS-61 incluem (em pé, na retaguarda, da esquerda para a direita) Richard O. Covey, comandante; e os especialistas missionários Jeffrey A. Hoffman e Thomas D. Akers. Sentados da esquerda para a direita estão Kenneth D. Bowersox, piloto; Kathryn C. Thornton, especialista em missões; F. Story Musgrave, comandante de carga útil; e Claude Nicollier, especialista em missões(1993).

Selecionada para treinamento como astronauta na NASA em 1984, completou o curso em 1985, trabalhando inicialmente em funções em terra em equipes diversas de trabalho e como CAPCOM de missões espaciais.
Entre 1989 e 1995, ela foi quatro vezes ao espaço, todas como especialista de missão. A primeira delas na STS-33 Discovery, uma missão confidencial do Departamento de Defesa dos Estados Unidos, com carga secreta e que durou cinco dias; STS-49 Endeavour, em maio de 1992, onde realizou sua primeira caminhada espacial para ajudar a instalar um satélite em órbita; STS-61 Endeavour, em dezembro de 1993, a primeira missão de manutenção do telescópio espacial Hubble e a STS-73 Columbia, em outubro de 1995, onde atuou como comandante de carga.
No total de suas quatro missões, Thornton acumulou 975 horas em órbita, sendo 21 delas em atividades extraveiculares. Ela se aposentou da NASA em agosto de 1996, para integrar o corpo docente da Escola de Engenharia da Universidade de Virgínia.